# Waynesboro (Wirginia)
Waynesboro – miasto w Stanach Zjednoczonych, w stanie Wirginia. Miasto to ma status miasta niezależnego.